# Konzerthaus München
Das Konzerthaus München ist ein geplantes Konzerthaus im Münchner Stadtbezirk Berg am Laim.

## Lage
Das Konzerthaus München soll in der Atelierstraße unmittelbar am zentralen Park des neuen Werksviertels im Stadtbezirk 14, Berg am Laim entstehen. Der Standort befindet sich südöstlich des Bahnhofs München Ost.

## Geschichte

### Vorüberlegungen und Standortentscheidung
Mehr als 15 Jahre wurde über ein neues Konzerthaus in München diskutiert, bis im Jahr 2015 auf Drängen des bayerischen Ministerpräsidenten Horst Seehofer der Beschluss für ein neues Konzerthaus fiel. Dafür kamen in München rund 40 Standorte in Frage. Letztendlich entschied sich die Bayerische Staatsregierung, das Konzerthaus auf dem Gelände des Privatmannes Werner Eckart zu errichten, der das Gelände für das Konzerthaus dem Freistaat mit Erbbaurecht zur Verfügung stellte.

### Architektenwettbewerb
Für die Teilnahme am Wettbewerb für den Architekturentwurf des Konzerthauses bewarben sich 206 Architekturbüros. 35 Büros wurden ausgewählt und zur Teilnahme aufgefordert. Die Jury unter Leitung von Arno Lederer setzte sich am Ende mit 31 abgegebenen Entwürfen auseinander. Die Jury bestand aus 25 stimmberechtigten Preisrichtern. Unter den Preisrichtern befanden sich unter anderem Vertreter der Regierung des Freistaats Bayern, der Münchner Oberbürgermeister Dieter Reiter, die Münchner Stadtbaurätin Elisabeth Merk, Ulrich Wilhelm als Intendant des Bayerischen Rundfunks sowie die Architekten Kai-Uwe Bergmann und Finn Geipel. Den Preisrichtern standen darüber hinaus über 30 anwesende Berater und Sachverständige bei der Entscheidung zur Seite.
Die Entscheidung für den Siegerentwurf erfolgte im Oktober 2017 nach zweitägiger Beratung der Jury mit einer Gegenstimme. Es setzte sich das Büro Cukrowicz Nachbaur Architekten aus Bregenz durch. Die Architekten erhielten ein Preisgeld von 125.000 Euro. Platz zwei ging an PFP-Architekten aus Hamburg und wurde mit 100.000 Euro honoriert; den dritten Platz belegte der britische Architekt David Chipperfield und er erhielt 75.000 Euro. Die Büros, die gemäß der Jurorenwertung die besten fünf Entwürfe erbrachten, sind die Preisträger. Sie wurden vom Staatlichen Bauamt München 1 zu Verhandlungsgesprächen eingeladen.
Auf Basis der Weiterentwicklung des Wettbewerbsentwurfs durch die Architekten, den Akustiker und weitere Planungsbüros hat der Haushaltsausschuss des Bayerischen Landtages im Juli 2021 grünes Licht für die nächste Planungsphase gegeben.

### Realisierung
Laut Planungsstand im Oktober 2017 sollte mit dem Bau des Konzerthauses 2018 begonnen werden, und die Fertigstellung sollte 2021 erfolgen. Im Dezember 2017 wurde jedoch gemeldet, dass der Haushaltsausschuss des Landtags vorerst kein Geld für das Konzerthaus freigibt und dass erst im Jahr 2020 der ersten Spatenstich erfolgen sollte. Im Mai 2018 stimmte der Haushaltsausschuss einer Auftragsvergabe an die Sieger des Architekturwettbewerbs zu. Das Büro Cukrowicz Nachbaur Architekten wurde damit offiziell mit der Planung des Konzerthauses München beauftragt. Die Planung der Raumakustik für die drei Aufführungsorte hat das Büro Arup aus London/Berlin übernommen. Der Projektleiter, Tateo Nakajima, ist u. a. bekannt für die Akustik der Konzerthäuser in Breslau und Montreal.
Ende 2018 wurde zur Zwischennutzung des Konzerthaus-Standorts der Motorworld Group als Betreiber der temporäre Aufbau des mobilen Riesenrads Hi-Sky München genehmigt. Das Riesenrad soll mindestens zwei Jahre stehen bzw. so lange, bis das Grundstück für den Konzertsaalbau gebraucht wird. Die Eröffnung erfolgte im April 2019.
Bei zunächst anvisierten Bauzeit von fünf Jahren, wurde mit einer Fertigstellung erst um das Jahr 2030 gerechnet werden, so ein Vertreter des Bauministeriums am 13. Juli 2021.
Nach einer von der Staatsregierung ausgerufenen Denk-Pause von anderthalb Jahren wurden dann allerdings "Hundert Prozent Qualität bei halben Kosten" als Ziel ausgegeben, worauf sich die Architekten im Herbst 2024 von dem Projekt in seiner alten Form verabschiedeten. Die Fertigstellung ist nun dennoch für 2036 vorgesehen.

### Orgel
Für das neue Konzerthaus ist eine Orgel von internationaler Klasse vorgesehen. Das geht aus einer parlamentarischen Anfrage von Landtagsvizepräsident Markus Rinderspacher (SPD) vom Februar 2020 hervor. Das Bayerische Staatsministerium für Kunst und Wissenschaft antwortete Rinderspacher, die Orgel solle „das Repertoire symphonischer Musik seit der Mitte des 18. Jahrhunderts abdecken, sowohl als Begleitinstrument mit dem Ziel einer hohen Verschmelzungsfähigkeit mit dem Orchester als auch als modernes Konzertinstrument für Solorepertoire“. Besonderes Gewicht werde „auf die Farbskala der Moderne und die Ausdrucksformen zeitgenössischer Musik gelegt. Dazu gehört die Verbindung eines warmen Klangs mit einer breiten, differenzierten und auch extremen Farbskala.“ Das Besondere: Für eine optimale Wirkung als Raumklanginstrument sollen nach Möglichkeit Werke bzw. Teilwerke der Orgel im Raum positioniert sein. Im Konzept seien 75 bis 90 Register vorgesehen. Kosten vergleichbarer Orgeln lägen in einer Größenordnung von ca. 2,5 bis 4 Mio. Euro. Zum Vergleich: Die Orgel in der Hamburger Elbphilharmonie mit 69 Registern kostete 2 Mio. Euro.

## Nutzung und Beschreibung
Der Bau soll feste Spielstätte des Symphonieorchesters des Bayerischen Rundfunks werden. Darüber hinaus wird der etwa 9500 m² große Bau Ausbildungswerkstatt für die Musikhochschule München sein. Einen besonderen Schwerpunkt des Konzerthauses München werden die Förderung des musikalischen Nachwuchses und die Musikvermittlung bilden. Unter dem Gebäude ist eine mehrgeschossige Tiefgarage angedacht. Im Entwurf von Nachbaur sind zwei Säle geplant, die übereinander liegen. Der große Saal für bis zu 1.900 Besucher verbindet die akustisch ideale Rechtecksform mit kommunikativen Elementen. Die Entfernung zu den Musikern ist an keinem Platz größer als rund 32 Meter. Der kleine Saal ist als Oval mit 400 Plätzen konzipiert. Hier liegt der Fokus auf digitalen Formaten. Als dritte Bühne gibt es den „Multifunktionssaal“ mit 200 Plätzen.
Daneben sind ein Projektlabor für experimentelle Projekte der Hochschule für Musik und Theater München sowie ein großer Education-Bereich für Kinder und Erwachsene vorgesehen.